# Buriacja

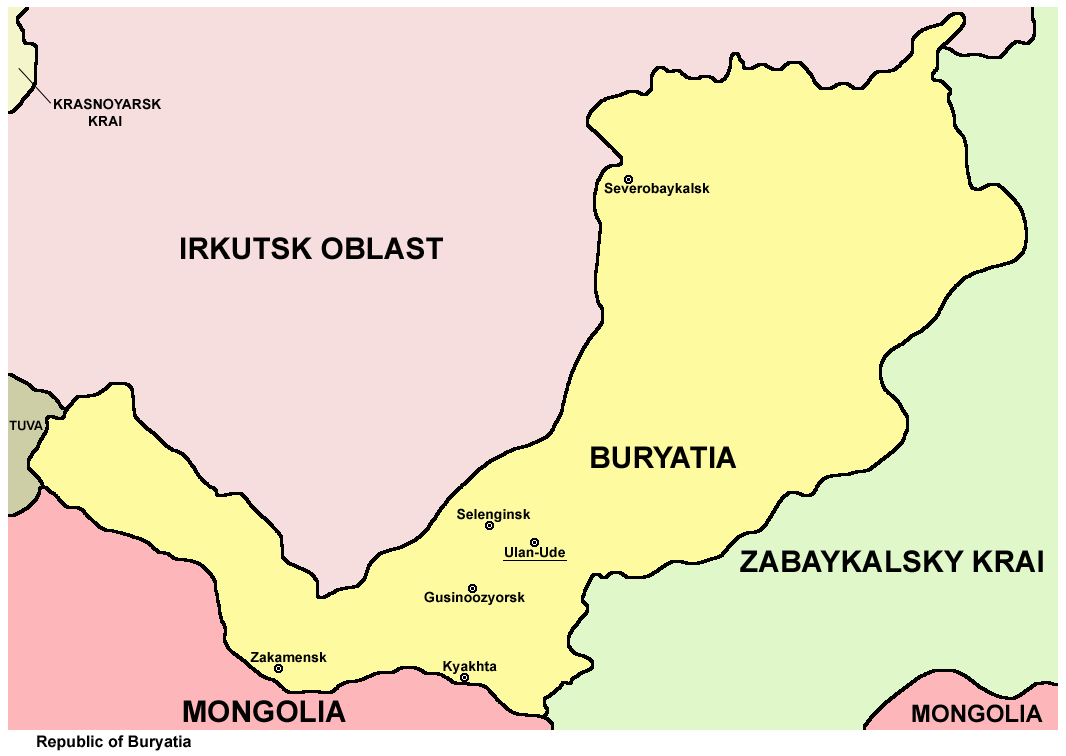
Buriacja

Buriacja (buriacki Буряад Улас, ros. Республика Бурятия) – republika autonomiczna wchodząca w skład Federacji Rosyjskiej.
Buriacja wchodzi w skład Dalekowschodniego Okręgu Federalnego, znajduje się w Syberii Wschodniej (Zabajkale). Od południa graniczy z Mongolią, od zachodu z obwodem irkuckim, a od wschodu z Krajem Zabajkalskim.
Najważniejsze miasta to Ułan Ude, Babuszkin, Gusinooziorsk, Zakamiensk, Kiachta i Siewierobajkalsk.

## Geografia
Kraj jest w przeważającej części górzysty. Najwyższym szczytem jest Munku-Sardyk (3491 m n.p.m.) w paśmie Sajanu Wschodniego. Na terytorium Buriacji znajduje się większa część (60% linii brzegowej) jeziora Bajkał. Najważniejsze rzeki to Witim (dopływ Leny) i Selenga.

### Strefa czasowa
Buriacja należy do irkuckiej strefy czasowej (IRKT). UTC +8:00 przez cały rok. Wcześniej, przed 27 marca 2011 roku, obowiązywał czas standardowy (zimowy) strefy UTC+8:00, a czas letni – UTC+9:00.

## Demografia
Dane na 2010 rok:
| Narodowość | Populacja (%) (2010) |
| ---------- | -------------------- |
| Rosjanie   | 630,8 tys. (64,9%)   |
| Buriaci    | 286,8 tys. (29,5%)   |
| Tatarzy    | 6,8 tys. (0,7%)      |
| Ukraińcy   | 5,6 tys. (0,7%)      |
| Tuwińcy    | 3,6 tys. (0,4%)      |
| Ewenkowie  | 2,9 tys. (0,3%)      |
| Inni       | (3,5%)               |

## Historia
W 1703 Buriację włączono do Państwa Moskiewskiego na mocy układu z cesarzem Piotrem I. W latach 1891–1916 przez terytorium Buriacji poprowadzono Kolej Transsyberyjską. W latach 1921–1922 powstały dwa Buriacko-Mongolskie Obwody Autonomiczne (jeden w Rosyjskiej FSRR, drugi w Republice Dalekiego Wschodu), które 30 maja 1923 zostały połączone w Buriat-Mongolską Autonomiczną Socjalistyczną Republikę Radziecką. W 1958 nazwę zmieniono na Buriacką ASRR, a w 1992 powstała Republika Buriacka w składzie Federacji Rosyjskiej.

## Podział administracyjny
Obszar Buriacji podzielony jest na 21 rejonów i dwa miasta wydzielone.
| rejon                              | nazwa rosyjska           | Liczba mieszkańców (stan na 01.01.2005) | Ośrodek administracyjny |
| ---------------------------------- | ------------------------ | --------------------------------------- | ----------------------- |
| Barguziński                        | Баргузинский район       | 25 545                                  | Ust´-Barguzin           |
| Bauntowski                         | Баунтовский район        | 10 768                                  | Bagdarin                |
| Biczurski                          | Бичурский район          | 26 799                                  | Biczura                 |
| Choriński                          | Хоринский район          | 19 261                                  | Chorinsk                |
| Dżydiński                          | Джидинский район         | 31 436                                  | Pietropawłowka          |
| Iwołgiński                         | Иволгинский район        | 28 170                                  | Iwołginsk               |
| Jerawniński                        | Еравнинский район        | 18 664                                  | Sosnowo-Oziorskoje      |
| Kabański                           | Кабанский район          | 64 904                                  | Kabansk                 |
| Kiachtyński                        | Кяхтинский район         | 40 328                                  | Kiachta                 |
| Kiżyngiński                        | Кижингинский район       | 18 334                                  | Kiżynga                 |
| Kurumkański                        | Курумканский район       | 15 691                                  | Kurumkan                |
| Muchorszybirski                    | Мухоршибирский район     | 28 262                                  | Muchorszybir            |
| Mujski                             | Муйский район            | 16 220                                  | Taksimo                 |
| Okiński                            | Окинский район           | 4 877                                   | Orlik                   |
| Pribajkalski                       | Прибайкальский район     | 28 776                                  | Turuntajewo             |
| Sielengiński                       | Селенгинский район       | 48 918                                  | Gusinooziorsk           |
| Siewierobajkalski                  | Cеверобайкальский район  | 15 594                                  | Niżnieangarsk           |
| Tarbagatajski                      | Тарбагатайский район     | 16 541                                  | Tarbagataj              |
| Tunkiński                          | Тункинский район Бурятии | 23 475                                  | Kyren                   |
| Zaigrajewski                       | Заиграевский район       | 49 439                                  | Zaigrajewo              |
| Zakamieński                        | Закаменский район        | 30 398                                  | Zakamiensk              |
| miasto wydzielone Ułan Ude         | Улан-Удэ                 | 380 956                                 | –                       |
| miasto wydzielone Siewierobajkalsk | Северобайкальск          | 25 790                                  | –                       |

## Tablice rejestracyjne
Tablice pojazdów zarejestrowanych w Buriacji mają oznaczenie 03 w prawym górnym rogu nad flagą Rosji i literami RUS.